# スタテン島の戦い
スタテン島の戦い（英: Battle of Staten Island）は、アメリカ独立戦争中の1777年8月22日に、ジョン・サリバン少将の指揮する大陸軍が、ニューヨークのスタテン島を守るイギリス軍を襲ったときの戦闘である。この前の7月にウィリアム・ハウ中将がイギリス軍の大半を率いてニューヨークから出港した後、大陸軍はスタテン島のイギリス軍基地が脆弱になったと判断しその攻撃を計画した。
サリバン隊による襲撃はうまく実行されたが、島に渡るときの船が不足し、また分遣隊の1つが敵の背後に回るつもりが、その道案内人の誘導によって敵の前面に出てしまった。その結果、サリバンは予測していたように多くの捕虜を捕まえることができず、むしろ船が足りなかったために自軍の兵士約200名を捕虜に取られた。サリバンはこの襲撃に失敗したことで告発されたが、1777年の後半に開かれた軍法会議では全てが無罪になった。

## 背景
1776年3月、ウィリアム・ハウ将軍の指揮するイギリス軍は、ジョージ・ワシントン軍がボストン市を見下ろす高台を要塞化し、ボストン市と港を脅かした後で、ボストン市から撤退した。この軍隊にヨーロッパから到着した援軍を加えて増強されたイギリス軍はニューヨーク市占領に動き、ワシントン軍をニュージャージーからも追い出した。1776年末、ワシントンはデラウェア川を渡ってトレントンのドイツ人傭兵駐屯地を急襲し、ニュージャージー大半の支配権を取り戻した。その後両軍は冬季宿営に入り、冬の間は糧食を求めた小戦闘を繰り返した。
1777年7月23日、ハウ将軍とその兄であるイギリス海軍のリチャード・ハウ提督は数ヶ月の準備を行い、ニュージャージーで幾つか前哨戦となる操軍を行った後に、ニューヨーク市を本拠にしていた陸軍の大半を海軍の艦船に乗船させ、アメリカの首都であるフィラデルフィア占領作戦を遂行するために南に向かった。その作戦はチェサピーク湾の奥に艦隊で侵攻して陸軍を上陸させ、北に進軍するというものだった。
ワシントン将軍はイギリス艦隊の出港を直ぐに知らされたが、その目的地が分からなかった。8月10日に艦隊がフィラデルフィアより南を移動中であることがわかり、サウスカロライナのチャールストンに向かっているものと推測された。その結果、ワシントンは北のハドソン川流域を守るホレイショ・ゲイツ軍を支援するために軍を動かす準備をした。ゲイツ軍はイギリス軍のジョン・バーゴイン将軍が北のケベックから南のハドソン川流域支配を目指して侵攻して来たことに対し、その地域を守っていた。8月21日、イギリス艦隊が1週間前にチェサピーク湾口で目撃されたと知らされた。ワシントンはフィラデルフィアが危険であると認識し、即座に全軍を全速で南に移動させる命令を発した。ニュージャージー東部の前線防御を指揮していたジョン・サリバン少将には「可能な限りの速度で」本隊に合流するよう命令していた。

## 前哨戦
一方サリバンはハウ軍が出発したことでスタテン島が脆弱になったと分かり、そこのイギリス軍守備隊を標的に襲撃を行う作戦を立て実行に移した。スタテン島の北端近くにはイギリス正規兵の部隊がいるが、ニュージャージーに面する西岸には約700名のロイヤリスト民兵が散開していることを知っていた。サリバンの作戦はニュージャージーのエリザベスタウン（現在のエリザベス）から二手に分かれて島に上陸し、孤立した前進基地の守備民兵を捕まえ、物資を破壊することだった。その後オールド・ブレイジング・スター渡し（現在、ニュージャージー州カートレットとスタテン島ロスビルの間）に行って、ニュージャージー本土に戻るというものだった。

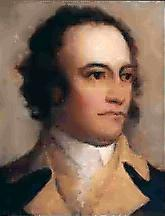
ジョン・サリバン少将

スタテン島のイギリス軍守備隊は全体をジョン・キャンベル准将の指揮下に置き、第52連隊の正規兵部隊と、ドイツのヴァルデック侯国とアンスバッハ侯領から来たドイツ人傭兵連隊、およびコートラント・スキナーの指揮するスキナー旅団と呼ばれたニュージャージーのロイヤリスト民兵隊で構成されていた。キャンベルの部隊はドイツ人傭兵を含み900名であり、島の北端近くに駐屯していた。スキナーの部隊は、キャンベルの報告書に拠れば約400名であり、デクスター渡しとウォード・ポイントの間の西岸に沿って並ぶ前進基地に駐屯していた。
サリバン将軍はニュージャージーのハノーバーを基地としており、8月20日にその部下の指揮官達に翌日行軍開始する準備をするよう命令を出した。史料ではその部隊の正確な構成を明らかにしていないが、その大部分は第1および第2メリーランド旅団からなるサリバンの師団から選ばれていた。これら旅団はメリーランソ戦線の連隊からなっており、さらにこの作戦には第2カナダ連隊の複数の中隊とニュージャージー民兵隊1個中隊も加えられた。8月21日午後、総勢約1,000名となった部隊は2つに分かれて宿営地を出発した。1隊はウィリアム・スモールウッド准将が率い、もう1隊はサリバン自身が率い、フランスの軍人で大陸軍の准将に任官されたシュバリエ・プルドーム・ド・ボレが率いる部隊も入っていた。その夜遅くにエリザベスタウンに到着して数時間休息した後、翌朝早くに渡河を始めた。マティアス・オグデン大佐が率いる分遣隊は対岸のフレッシュキルズに渡り、標的とするエリシャ・ローレンスが指揮するロイヤリスト民兵隊の後方から接近するために河口を半分ほど遡った。他の部隊は島の北側のパーマー小川近くに渡り、3つの部隊に分かれた。スモールウッドとサリバンはその勢力の大半を率いて具体的な標的への攻撃に向かい、それぞれが退路を守るために1個連隊を残していた。

## 戦闘

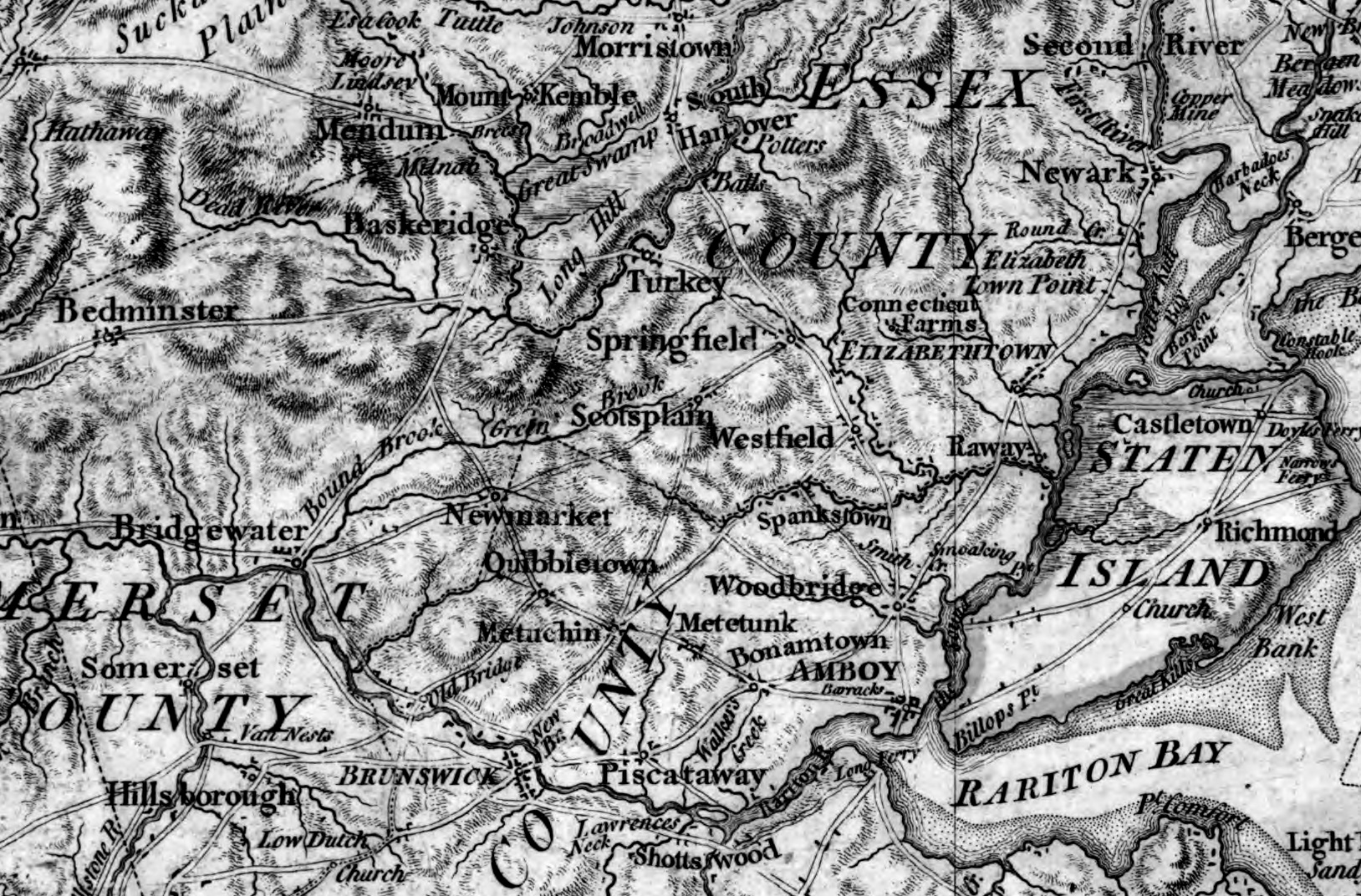
ニュージャージー北部とスタテン島（右）を示す1777年の地図

オグデンは夜明けにローレンスの前進基地を攻撃し、その民兵中隊に急襲を掛けて敗走させた。数分の戦闘後に80名の捕虜を捕まえ、エドワード・ボーン・ドンガン中佐が指揮するスキナー旅団第3大隊の前進基地に移動した。ドンガンは致命傷を負って倒れたが、その部隊は頑強な抵抗を行った。このためにオグデンはオールド・ブレイジング・スターの方向に後退することになった。オグデンはそこで十分に思慮を働かせたと考えられるだけ長く待機した後に、サリバンとスモールウッドの部隊が到着する前に本土に戻った。
サリバンはオールド・ブレイジング・スター渡しでジョセフ・バートン中佐の指揮するスキナー旅団第5大隊の方向に動いて攻撃したが、この部隊は警告を受けており、サリバン隊が近づいてきたときに逃亡した。サリバンは逃げようとする兵士を遮ることのできる位置に兵士を配置したが、バートンの部下の多くは川を渡ってニュージャージーに逃げ込むか、地域の森や湿地に隠れて逃亡した。サリバンはバートンを含め40名を捕虜にした。サリバンの部下はスキナーの作戦本部まで前進したが、そこにいた部隊は強力だったので、大陸軍の方が撤退した。
スモールウッド将軍の部隊はその案内人に誘導されていたが、エイブラハム・ヴァン・バスカークのロイヤリスト大隊の後方に回るはずが前面に出てしまった。スモールウッドはそれでも攻撃を命令し、バスカークの兵士は逃げ出したものの、そこでスキナー将軍が兵士を鼓舞して再集結させた。その後は攻守ところを変えた。スモールウッド隊は急速に後退したが、それでも宿営地の物資や装備を破壊し、軍旗を捕獲することができた。
スモールウッドとサリバンの部隊は島の中央の村落リッチモンド近くで落ち合い、オールド・ブレイジング・スターに向かった。サリバンは渡河を急がせるために船を呼びにやったが、船が来なかったので、オグデンが既に徴発して渡河に使っていた3隻の船で兵士と捕虜を渡らせ始めた。その途中でスキナーとその部隊が接近してきており、キャンベルと第52連隊およびヴァルデックとアンスバッハの連隊も続いて来ていた。サリバンはスチュワートとティラード両少佐の中隊に撤退を援護するよう命じた。この部隊は80名ほどであり、次々に到着するイギリス軍を食い止め、大陸軍が本土に渡りきるまで頑張り、その戦線を突破しようという決死の試みも撃退した。この援護部隊の幾らかは逃亡できたが、多くの兵士が殺され、かなりの数の兵士は弾薬が尽きてイギリス軍がぶどう弾の砲撃を始めた後に降伏した。
ロイヤリストの1777年9月1日付け出版物「ゲインズ・マーキュリー」に拠ると、イギリス側の損失は戦死5名、負傷7名、不明84名だった。イギリス軍のヘンリー・クリントン将軍は、イギリス軍がこの戦闘で259名を捕虜にしたと記しており、一方、歴史家のダグラス・サウスオール・フリーマンは捕虜の数を150名としている。大陸軍捕虜のうち21名は士官であり、そのうち1名は負傷していた。捕虜になった中の最高位の者はエドワード・アンティル中佐だった。

## 戦闘の後
この戦闘の後、サリバン隊は南に行軍し、ワシントンがフィラデルフィアの南で防御線を布いている軍隊と合流し、重要な9月11日のブランディワインの戦いに間に合った。サリバン将軍は様々な点でこの遠征の指揮を誤ったと告発され、軍法会議に掛けられた。その軍法会議では全ての罪状で無罪と裁定した。